# Given Up
Given Up je píseň americké rockové skupiny Linkin Park. Byla vydána jako čtvrtý singl z jejich třetího studiového alba Minutes to Midnight. Singl byl vydán 17. února roku 2008. Píseň je známa díky sedmnáctivteřinovému křiku zpěváka Chestera Benningtona.

## Videoklip
Video se skládá z klipů z koncertů skupiny. Ve videoklipu se objevují speciální efekty a měnící barvy. Přechody mezi vystřiženými scénami jsou ve stylu zkreslení opotřebovaného analogového pásku, což videu dodává ještě drsnější a tvrdší vzhled. Bennington v písni předvádí svůj sedmnáctisekundový výkřik. V průběhu videa se objevuje několik nesouvisejících scén, například scéna, kde je kovboj, hroch, magnetická rezonance kolena a citáty z knihy Augustena Burroughse „Pravdivé příběhy“.

## V kultuře
Skladba je obsažena ve verzích hudební videohry Rock Revolution pro Xbox 360, PlayStation 3 a Nintendo Wii a jako DLC pro Rock Band 4. Tyto verze jsou silně cenzurované.

## Seznam skladeb
| CD     | CD         | CD    |
| Pořadí | Název      | Délka |
| ------ | ---------- | ----- |
| 1.     | "Given Up" | 3:09  |